# Na Skarpie (Toruń)
Na Skarpie – część urzędowa Torunia. Powszechnie (acz błędnie) zwana Rubinkowem III. Obejmuje obszar pomiędzy ulicami Szosa Lubicka (północ) i Przy Skarpie (zachód i południe) oraz z granicą miasta (wschód). W 2016 roku była zamieszkana przez 23 494 osób.
Przy ul. Konstytucji 3 Maja 42 mieści się szpital dziecięcy oraz Szkoła Podstawowa nr 33 (Toruńska Szkoła Terapeutyczna) przy ul. Bolta 14.

## Historia
Budowę osiedla rozpoczęto w latach 70. XX wieku, a w 1981 roku powołano do życia Spółdzielnię Mieszkaniową „Na Skarpie”. Pierwsze budynki mieszkalne wzniesiono przy ulicy Suleckiego. Osiedle podzielono na osiem sektorów: Jacek, Bożena I, Bożena II, Bożena III, Maciej, Regina, Anna i Karolina. Pierwotnie osiedle miało nosić nazwę Rubinkowo III.
W 1981 roku linia tramwajowa nr 1 została przedłużona do osiedla Na Skarpie. Linia zatrzymuje się przy ul. Olimpijskiej.
24 listopada 1980 roku erygowano tu pierwszą parafię św. Maksymiliana Kolbego, a 14 listopada 1981 rozpoczęto budowę świątyni parafialnej. W 1996 na Skarpie utworzono parafię Najświętszej Maryi Panny Częstochowskiej, w której posługę sprawują ojcowie paulini. Od 8 sierpnia 1999 istnieje tu także parafia bł. Matki Marii Karłowskiej. 